# الإخوة فريك الرائعون
الإخوة فريك الرائعون هي قصة هزليه منشوره ذاتيا، حول ثلاث شخصيات من الحجارة، أنشأها الفنان الأمريكي جيلبرت شيلتون، ظهر Freak Brothers لأول مرة في The Rag وهي صحيفة سريه وغير رسميه نشرت في أوستن، تكساس، بدءًا من عام 1968, وأعيد طباعتها في صحف غير رسميه في جميع انحاء الولايات المتحدة الأميركية وأجزاء أخرى من العالم، في وقت لاحق تم نشر مغامراتهم في سلسلة من الكتب المصورة.
تتمحور حياة the Freak Brothers حول شراء العقاقير الادمانيه بغرض الاستمتاع والمتعة، بالأخص مرجوانا، تقدم القصص المصورة نقدًا للنظام بينما تسخر من ثقافة الستينات المضادة
قطة فريدي السمينة ظهرت في العديد من القصص، حيث يدور شريط الرسوم المتحركة الخاصة بها (الذي ظهر كجزء من صفحة Freak Brothers الهزلية، على طريقة الميزات المزدوجة للشريط الهزلي القديم وذلك بعد بعض من الحلقات الكاملة.
تم إصدار مسلسل تلفزيوني مقتبس من،The Freak Brothers على منصة Tubi في14 نوفمبر2021

## الرسوم المصورة
The Freak Brothers ظهرت لأول مره في The Rag وهي صحيفه سريه غير معترف فيها رسميا، نشرت في أوستن، تكساس، بدءا من مايو 1968 كان أول ظهور لهما في منشور إعلاني لفيلم قصير في شتاء عام 1968 بعنوانThe Texas Hippies March on the Capitol . سرعان ما أصبحت رسوم Freak Brothers الهزليه ذات شعبية واسعه وتم اعاده إصدارها في الصحف السرية في جميع اجزاء الولايات المتحدة وأجزاء أخرى من العالم.
كان أول ظهور للكتاب الهزلي The Freak Brothers في Feds 'n' Heads ، الذي تم نشرة ذاتيًا بواسطة شيلتون في ربيع عام 1968(واعيد إصداره لاحقًا في طبعات متعددة من قبل دار نشر the Print Mint) في بيركلي. كما ظهروا أيضا في العددين الأولين من كتاب Jay Lynch's Bijou Funnies. في عام 1969 أسس شيلتون وثلاثة من اصدقائه مطبعة Rip Off Press في سان فرانسيسكو، والتي تولت نشر جميع القصص المصورة اللاحقة لFreak Brothers. أول مجموعة من مغامراتهم، The Collected Adventures of the Fabulous Furry Freak Brothers, كانت أول طبعة لها في عام 1971 وكانت تطبع باستمرار من ذلك الحين. بالإضافة إلى الصحف الاسبوعية السرية والجامعية، ظهرت مغامرات جديدة في مجلات مثلPlayboy, High Times, وRip Off Comix . تم جمعها أيضا في شكل كتاب هزلي.استمر شيلتون في كتابة ورسم المسلسل حتى عام 1992 بالتعاون مع ديف شيريدان (1974–1982وفاته،) و Paul Mavrides (1978-1992)
تتكون غالبية القصص المصورة من قصة واحدة أو أكثر من القصص متعددة الصفحات إلى جانب عدد من الرسوم المكونة من صفحه واحدة.العديد من هذه الاخيرة لديها مسرحية هزلية من صف واحد تضم Fat Freddy's Cat في اسفل الصفحة أحتوت الاعداد #8-10 فقط على القصة الطويلة "The Idiots Abroad" والتي ادرجتها المجلة The Comics Journal على انها رقم 44 من«اعظم 100قصة مصورة في القرن» وقالت الصحيفة الجارديان البريطانيه عن إعادة طبع القصة عام 2003 ان جودة الرسومات مذهلة، حتى في الاستنساخ الغير واضح. تذكر صور المدن الأوروبية المختلفة هيرجي في دقتها وتفاصيلها....اما بالنسبة للموضوع، بالنظر إلى تواريخ التكوين، فانه بالكاد مؤرخ.

## الشخصيات
The Freak Brothers ليسو اخوه انما هم ثلاثي غريبين (مماثلة ولكن مختلفة عنhippies من سان فرانسيسكو.
- Freewheelin فرانكلين فريك، على الرغم منه مسترخ، الا انه الأكثر ذكاء في الشارع بين الثلاثي. يبدو أنه كان دائما في الشوارع ويبدو انه أكبر بعدة سنوات من الأخرين. من المؤكد أنه كبير في السن بما يكفي ليكون مضطربًا في بعض الأحيان بسبب العجز الجنسي. في إحدى القصص يكشف آنه نشأ في دار للأيتام ولم يعرف والديه ابدا. طويل القامة ونحيف، لديه انف منتفخ كبير، شارب كثيف وذيل حصان.يرتدي أحذية رعاة البقر وقبعة رعاة البقر. في أحد المشاهد يصادف حبيبته السابقه والتي لديها طفل يحمل تشابها مذهلا معه. يبذل قصارى جهده للتهرب منهم ويشعر بالارتياح عندما لا تتعرف اليه. في مشهد اخر عندما يلتقي بوالده (المحتمل)، يتم عكس نفس المؤامرة. اعتمادًا على مستوى التلوين المستخدم في المشهد المعني، يكون شعر فرانكلين أحمر أو أشقر أو بني فاتح.
- فينياس ت فريك هو المثقف والمثالي للمجموعة.لديه مايكفي من إتقان الكيمياء لإنشاء عقاقير جديدة ويهتم بشدة في السياسة.من بين الثلاثة، هو الأكثر التزامًا بالتغيير الاجتماعي والقضايا البيئية. وهو من تكساس، وبينما والدته مسترخيه ومنفتحة العقل، فإن والده عضو يحمل بطاقة في جمعيه John Birch Society. إنه أكثر الإخوة شعرًا - طويل القامة ونحيف مع شعر اسود كثيف ولحية، وانف يحمل أكثر من تشابه مشترك ونظارات. انه الراديكالي اليساري النمطي، الذي يحمل تشابها سطحيًا مع آبي هوفمان أو جيري روبن.
- فات فريدي فريكوتسكي هو الاقل ذكاء بين الثلاثي ومن المرجح ان يكون مشغولًا بالطعام، انه سمين، مع شعر اسفر مجعد وشارب.إجباره على تناول الطعام هو موضوع العديد من مغامرات المجموعة.غالبًا ما يتم حرق دهون فريدي اثناء عملية بيع المخدرات. عندما يسجل فإنه عادة مايخلق طريقة لفقدان المخدرات بطرق مختلفة مثل إلقائها من حقيبة تسوق أمام مروحة تبريد، والتي تقوم بتفجيرها من النافذة على سيارة شرطة. يأتي فريدي السمين من عائله كبيره غير استئنائية في كليفلاند. في فيلم The Idiots Abroad، يزور فريدي قرية غفاتسك البولندية، حيث يبدو الجميع مثله. يتم طرده بعيدا من فبل حشد من الغاضبين بمجرد سماعهم اسم Freekowtski
- قطة فريدي السمينة تظهر بشكل اساسي في شريطه الخاص، المنفصل في الجزء السفلي من شرائط Freak Brothers المكونه من صفحه واحده (الحصول بدايته تمامًا كما فعلKrazy Kat ). لديه أيضًا العديد من القصص متعدده الصفحات المكرسه له. العديد من من شرائطه توازي قصة قصة Freak Brothers وغالبًا مايكون لها مواضيع ذات طبيعة ساخرة.لديه العديد من أبناء الإخوة الذي يشيرون اليه باسم العم F. وأحيانًا يجد نفسه يواجه جيشًا منظمًا من الصراصير أو قبيلة ضخمة من الفئران التي تشترك في الشقة مع the freak brother . انه أذكى بكثير من مالكه (الذي يشار اليه في كثير من الأحيان باسم الشخص البدين) وينظر الىthe Freak Brothers بازدراء مسلي، وأحيانًا يستخدمون سماعات الراس الخاصة بهم كصندوق فضلات.